# Mariana Alcoforado
Mariana Alcoforado (Santa Maria da Feira, 22 aprile 1640 – Beja, 28 luglio 1723) è stata una monaca cristiana portoghese, che visse nel convento di Nostra Signora della Concezione in Beja.
Fu la presunta autrice delle Lettere di una monaca portoghese.